# Eugenia coffeifolia
Eugenia coffeifolia är en myrtenväxtart som beskrevs av Dc.. Eugenia coffeifolia ingår i släktet Eugenia och familjen myrtenväxter. Inga underarter finns listade i Catalogue of Life.